# Anauxesida camerunica
Anauxesida camerunica là một loài bọ cánh cứng trong họ Cerambycidae.